# Tropaeolum leonis
Tropaeolum leonis är en krasseväxtart som beskrevs av Benkt U. Sparre. Tropaeolum leonis ingår i släktet krassar, och familjen krasseväxter. Inga underarter finns listade i Catalogue of Life.